# Jaciment arqueològic del Pla d'en Serra
El Pla d'en Serra, és un jaciment que es troba al terme municipal de Sant Gregori (Gironès), declarat Espai de protecció arqueològica.
Les intervencions arqueològiques es varen fer en una zona de camps que posteriorment es va urbanitzar. Es troba a poca distancia del conjunt arqueològic del Pla de la Jueria i del Pla d'en Serra.

## Descripció
Es troba en una zona d'explotació agropecuària al costat de la carretera de Girona a Sant Gregori (GI- 531), en una antiga zona de camps actualment urbanitzada que es troba a poca distància del conjunt arqueològic del Pla de la Jueria. El pla limita a l'oest amb el nucli de Sant Gregori, al sud amb el Pla d'en Simon i a l'est amb el Pla de Mas Obert i el Pla d'en Prat.
Durant el Pleistocè un seguit de variacions climàtiques varen provocar canvis importants en els règims dels rius. El ritme intermitent erosiu-sedimentari acabà formant un sistema de terrasses reconeixible en el tram alt i mig del riu Ter. Sumat a aquest factor, l'activitat del Volcà del Puig d'Adri va acabar de formar les dites terrasses, entre les quals, el Pla del Serra és la més elevada, en relació al Pla de la Jueria i al Pla del Domeny. D'aquest manera el subsòl està format per sediments aportats pel riu i materials volcànics procedents del volcà.

## Descobriment i intervencions arqueològiques
L'any 2009 es varen portar a terme diverses intervencions arqueològiques (prospeccions de la zona mitjançant una sèrie de rases) amb motiu del projecte d'urbanització del Pla d'en Serra. En la primera fase es va intervenir, entre els mesos d'abril i maig, de les parcel·les A-d10.1 a les A-d10.12, que ocupen una àrea aproximada de 7.500 m². En la segona fase es va prospectar una superfície d'aproximadament, 59.000 m2, un total de 47 parcel·les. Finalment, la tercera fase d'intervenció va afectar quatre parcel·les (APR-1 i APR-2) amb una superfície de 5,350 m2 aproximadament.

## Troballes
En la zona de la primera fase d'intervenció es va portar a terme una prospecció i es varen documentar dues estructures negatives que es podrien adscriure a l'època del bronze final-ferro, ja que es va trobar un fragment de plat amb vora impresa i bisellat, que es podria adscriure a aquesta cronologia.
En la fase referent a la segona intervenció es varen documentar restes de material ceràmic fet a mà decorat amb cordons llisos ortogonals i l'arrencament d'una nansa horitzontal d'un recipient gran, material que es podria situar en un context de neolític post-cardial. Es destaca la presència d'una estructura negativa, la qual va aportar material ceràmic (fet a mà amb acanalats) d'època bronze final-ferro i ceràmica comuna a torn del tipus d'època ibèrica. Entre el material lític es va trobar una ascla en quarsita del tipus levallois (de finals del Plistocè mitjà/inici del superior) i una ascla de pòrfir.
Durant la tercera fase d'intervenció, es varen portar a terme un total de 25 rases de 10 metres de llargada i separades entre si per 10 metres. En una de les rases (núm. 222) s'hi va documentar un molí de mà, de granet i de tipus "barquiforme", tot i que no es troba associat a materials o estructures de caràcter arqueològic als voltants i la resta de sondejos portats a terme en aquestes parcel·les han donat resultats negatius.